# Ана Вале
Ана Вале (на италиански: Anna Valle) e италианска киноактриса и модел, Мис Италия за 1995 г. В България е известна с ролите си на Сорая от едноименния филм „Сорая“, на Клаудия от сериала „Сезони на сърцето“, на Паола от сериала „Продавачки“ и на Вирджиния от филма „Бягство към свободата“.